# Dub v Křižíkově ulici
Dub v Křižíkově ulici byl památný strom dub letní (Quercus robur) v Jirkově v okrese Chomutov v Ústeckém kraji.
Rostl v Mostecké pánvi v nadmořské výšce 300 m v centru města v Křižíkově ulici u zahrady základní školy.

## Základní údaje
Obvod kmene měřil 422 cm, koruna stromu dosahovala do výšky 19 metrů (měření 2009). V roce 2009 bylo stáří stromu odhadováno na 200 let.
Dub byl chráněn od roku 1995 jako strom s významný stářím a vzrůstem. Ochrana stromu byla zrušena 1. února 2016.

## Stromy v okolí
- Skupina dubů v ulici U dubu
- Hlošina u Olejomlýnského parku v Jirkově
- Dub u Červeného Hrádku
- Jasan u cesty